# Охотник за головами (фильм, 2010)
«Охотник за головами» (англ. The Bounty Hunter) — комедийный детектив режиссёра Энди Теннанта. Номинировался на премию «Золотая малина» в 2011 году сразу в четырёх категориях:
1. «Худший фильм»,
2. «Худшая мужская роль»,
3. «Худшая женская роль»,
4. «Худшая экранная пара».

## Сюжет
Главный герой — Майло, бывший полицейский, а теперь охотник за головами, занимающийся розыском беглых преступников. Он получает задание найти и отправить в тюрьму журналистку Николь, которая не явилась в суд из-за журналистского расследования, в котором замешаны бывшие коллеги Майло. Ирония ситуации в том, что Николь — бывшая жена Майло. Журналистке помогает её друг и коллега Стюарт, который ошибочно считает себя её бойфрендом, и также пускается по следу Николь. Действие происходит в канун национального праздника и годовщины брака. 
Досконально изучивший за годы супружества привычки своей «бывшей», полицейский-профессионал Майло быстро находит Николь. Вслед за парой отправляются двое громил Ирен, — букмекера, которой задолжал Майло, увлекающийся азартными играми. Кроме того, их преследует Эрл, коррумпированный полицейский, чью деятельность расследовала Николь. Эрл выслеживает пару и пытается застрелить Николь; ей только чудом удаётся спастись. Пара скрывается в небольшом мотеле, где когда-то проводила свой медовый месяц; они вынуждены продолжить расследование в гольф-клубе, тату-салоне и стриптиз баре. В итоге, Майло и Николь добираются до склада улик, в котором Эрл пытался завладеть крупной партией наркотиков. В результате перестрелки преступник был задержан, а бывшие супруги восстанавливают отношения. В концовке Майло доставляет беглую преступницу в отделение. Затем и сам, после нападения на полицейского, оказывается в соседней камере. Бывшие супруги через решетку отмечают свою годовщину.

## В ролях
| Актёр             | Роль           |
| ----------------- | -------------- |
| Джерард Батлер    | Майло Бойд     |
| Дженнифер Энистон | Николь Хёрли   |
| Джейсон Судейкис  | Стюарт         |
| Дориан Миссик     | Бобби Дженкинс |
| Питер Грин        | Эрл Мэлер      |
| Джефф Гарлин      | Сид            |
| Шивон Фэллон      | Тереза         |
| Кристин Барански  | Китти Харли    |
| Кэти Мориарти     | Ирен           |
| Ричи Костер       | Рэй            |
| Джоэл Гарленд     | Дуайт          |
| Адам Роуз         | Джимми         |
| Кэрол Кейн        | Доун           |
| Адам ЛеФевр       | Эдмунд         |
| Мэтт Мэллой       | Гэри           |
| Джио Перес        | дядя Сэм       |

## Прокат
Прокат фильма в [Великобритании, Ирландии и на Мальте стартовал 17 марта 2010 года, в Австралии, России и Эфиопии — 18 марта 2010 года, в Дании, Израиле и Омане  — 25 марта 2010 года.

## Интересные факты
- Слоган фильма: «Решаю вопросы… Интим не предлагать».
- Гонорар Дженнифер Энистон составил 8 миллионов долларов.